# 미클라우시나드라우스켐폴류

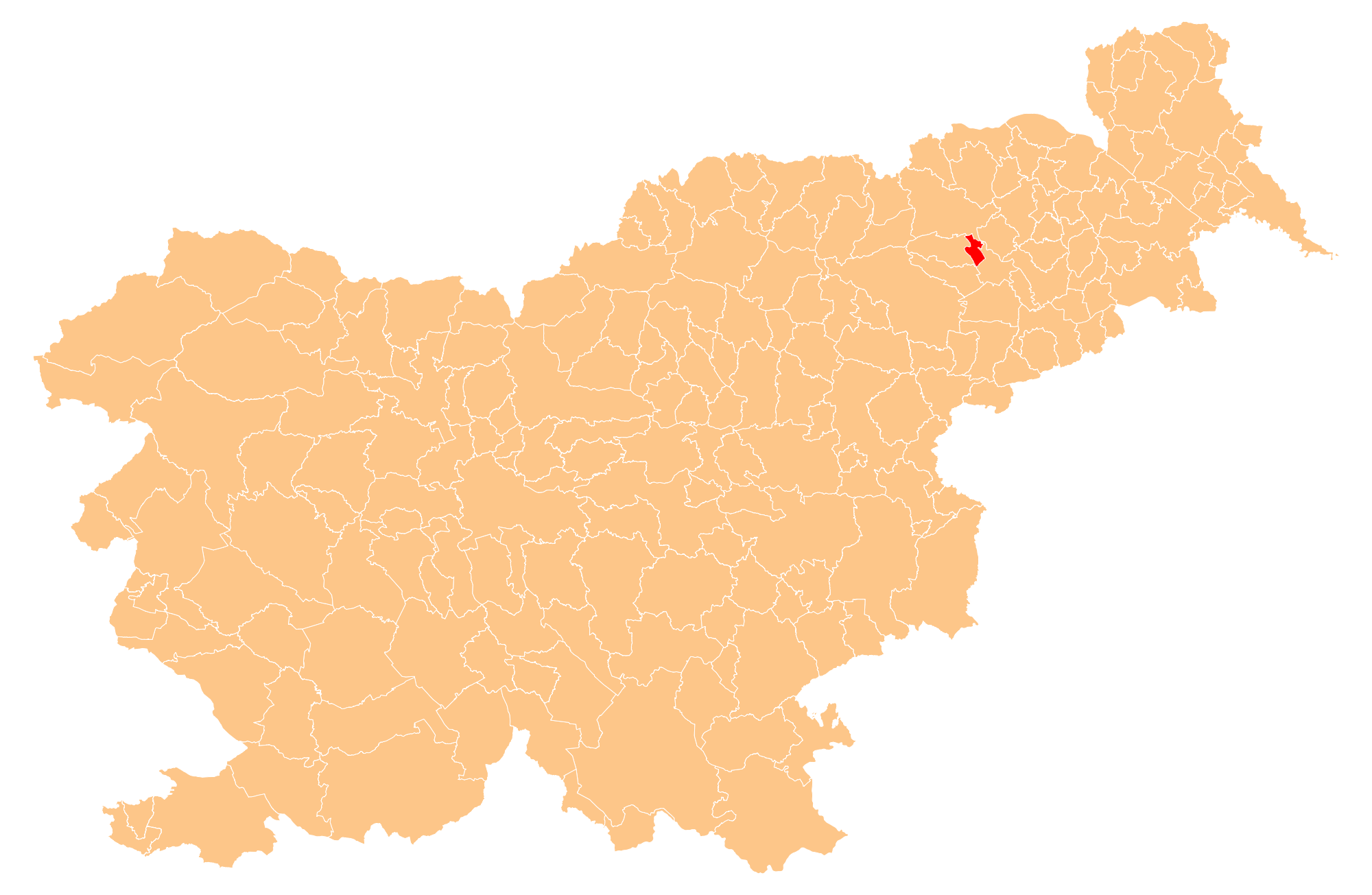

미클라우시나드라우스켐폴류(슬로베니아어: Miklavž na Dravskem polju, 독일어: St. Nikolai 장크트니콜라이[*])는 슬로베니아의 도시로 면적은 12.5km2, 인구는 5,915명(2002년 기준), 인구 밀도는 473.2명/km2이다.